# ОШ „Свети Сава” Читлук
Основна школа „Свети Сава” Читлук је основна школа у Читлуку, приградско насеље у Граду Крушевцу. Школа се налази се у улици Ратка Пешића 113, у Читлуку, општина Крушевац.

## О школи[1]
Основна школа „Свети Сава” Читлук ради као самостална школа од 1990. године, када се издвојила од ОШ "Доситеј Обрадовић" у Крушевцу. Поред матичне школе постоје и издвојена одељења у: Глобдоеру, Мачковцу и Вучаку.
Матична школа у Читлуку налази се 4 км од Крушевца. Садашња школска зграда налази се у дворишту површине 2,3 ha у коме су смештени мини ЗОО врт, арборетум, формиран етно кутак, спортски терени, летња учионица. Школа сваке године уписује око 60 ученика 1.разреда. Тренутно, њу похађа укупно 491 ученик распоређен у 27 одељења, 10 одељења у разредној + 4 комбинована одељења и 13 у предметној настави. Школа ради у две смене. У школи је организована једна група продуженог боравка за ученике од ученике 1. и 2. разреда.
Издвојено одељење у Глободеру (5 км од Читлука) је осморазредна школа (која постоји још од 1901. године) са по једним одељењем у сваком разреду, осим комбинације 1. и 3. разреда. Школа је реновирана, поседује спортске терене, 4 учионице, библиотеку, забавишну групу и рад је организован у две смене. Од школске 2012/13. године у Глободеру остоји и група продуженог боравка, састављене од ученика 1. и 2. разреда, која ради у преподневној смени.
Издвојено одељење у Мачковцу је четвороразредна школа. Школа је реновирана, има 2 учионице и велико школско двориште са спортским тереном. Ради у једној смени. Такође, има забавишну групу.
Издвојено одељење у Вучаку је неодељена школа, састављена од четири разреда, која се налази у старој школској згради, са мокрим чвором, изграђеним и сређеним тоалетима, две учионице и сортским тереном. У фебруару 2009.године се навршило 50 година од како школа постоји и ради.
Наставу похађа око 500 ученика укупно у свим школским јединицама.
У школи се уче енглески и немачки језик. У школи је организован продужени боравак за ученике млађих разреда.

## Активности у школи
- Школа је укључена у програм Школа без насиља.[3]
- У оквиру акције БИТКА ЗА ЗНАЊЕ школа је освојила 5 mBot  робота, уз помоћ којих ће деца моћи да уче да програмирају.[4] КОДиграње је акција у оквиру БИТКЕ ЗА ЗНАЊЕ која има за циљ да све основне школе у Србији добију довољан број наставних алата – мБот робота, уз помоћ којих ће деца моћи да уче да програмирају.[5]
- 12 маја 2017. године у Културнм центру у Крушевцу школе је уприличила свечану академију.[6]